# Tanja Sauter
Tanja Sauter (21 de mayo de 1980) es una deportista alemana que compitió en lucha libre. Ganó dos medallas en el Campeonato Europeo de Lucha, plata en 1999 y bronce en 1998.

## Palmarés internacional
| Campeonato Europeo | Campeonato Europeo      | Campeonato Europeo | Campeonato Europeo |
| Año                | Lugar                   | Medalla            | Categoría          |
| ------------------ | ----------------------- | ------------------ | ------------------ |
| 1998               | Bratislava (Eslovaquia) | Medalla de plata   | 51 kg              |
| 1999               | Götzis (Austria)        | Medalla de bronce  | 51 kg              |